# Liste der Monuments historiques in Varanges
Die Liste der Monuments historiques in Varanges führt die Monuments historiques in der französischen Gemeinde Varanges auf.

## Liste der Objekte
| Bezeichnung               | Beschreibung          | Standort                                | Kennzeichnung | Schutzstatus | Datum | Bild |
| ------------------------- | --------------------- | --------------------------------------- | ------------- | ------------ | ----- | ---- |
| Skulptur Madonna mit Kind | Holz, 16. Jahrhundert | in der Kirche St-Pierre-ès-Liens (Lage) | PM21002430    | Classé       | 1962  |      |